# Back to the Light (single)
Back to the Light is een nummer van Queen-gitarist Brian May uit 1992. Het is de derde single van zijn gelijknamige eerste soloalbum.
Het nummer werd lang niet zo'n grote hit als voorganger "Too Much Love Will Kill You". In het Verenigd Koninkrijk deed het nummer het nog aardig met een 19e positie, maar in de Nederlandse Top 40 haalde het slechts de 31e positie.